# لیاندر
لیاندر (انگلیسی: Liander) شرکت برق هلندی است، که در سال ۲۰۰۸ تأسیس شد.